# تشوفاش
شعب تشوفاش (بالتشوفاشية: чăвашсем, Căvašsem) (بالروسية: чуваши) هم مجموعة عرقية تركية، موطنهم الأصلي يقع في منطقة تمتد من الفولغا إلى سيبيريا. يعيش معظمهم في تشوفاشيا والمناطق المحيطة بها، على الرغم من أنه يمكن العثور على شعب تشوفاش في مختلف أنحاء روسيا الاتحادية.

## أصل الكلمة
لا يوجد أصل كلمة مقبول عالميًا لكلمة تشوفاش، ولكن هناك نظريتان رئيسيتان تحاولان تفسير أصل هذه الكلمة: تقترح إحداهما أن كلمة تشوفاش قد تكون مشتقة من الكلمة التركية الشائعة جافاس (التي تعني ودود، ومسالم)، على عكس كلمة شارمز (وتعني الحرب). تستند نظرية أخرى إلى تاباتش، وهي عشيرة مبكرة من شعب شينباي في العصور الوسطى، وهم مؤسسو سلالة وي الشمالية في الصين. استُخدم الاسم التركي القديم تاباتش (توبا في الماندراين الصينية) من قبل بعض الشعوب الآسيوية الداخلية للإشارة إلى الصين. أظهر جيرارد كلاوسون أنه من خلال التغييرات الصوتية المنتظمة، قد يكون اسم العشيرة تاباتش تحول إلى الاسم العرقي تشوفاش.

## الأصل
وفقًا للنظريات من الممكن أن يكون شعب تشوفاش منحدر من بلغار الفولغا.
تأثر شعب تشوفاش، ليس فقط من الشعوب الروسية والتركية، بل أيضًا من قبائل فولغا الفنلندية المجاورة، التي نُسبوا إليهم باستمرار وعن طريق الخطأ لعدة قرون، ربما ساعد على ذلك حقيقة أن لغة شعب التشوفاش هي شكل من أشكال التركية المتباينة للغاية، ولم تُعرف بسهولة على هذا النحو. صُنفت لغة التشوفاش إلى جانب اللغة البلغارية المنقرضة، على أنها العضو الوحيد المتبقي من فرع لغة أور لعائلة اللغة التركية.

## الثقافة
يتحدثون لغة تشوفاش ولديهم بعض التقاليد التي تعود لقبل المسيحية. لغة تشوفاش هي لغة تركية، وهي اللغة التركية الأوروية الوحيدة الباقية. تأثرت اللغة بلغة التتار، والروسية، ولغات الفينية الأوغرية. يوجد أيضًا لهجتين أو ثلاثة في هذه اللغة. بالإضافة إلى لغة تشوفاش، يستخدم الكثير من الناس اللغة الروسية أيضًا.

## الدين
شعب تشوفاش اليوم هم من المسيحيين الأرثوذكس الشرقيين وينتمون إلى الكنيسة الروسية الأرثوذكسية. يحتفظون ببعض تقاليد التنغرية ما قبل المسيحية في أنشطتهم الثقافية. وفقوا بين المسيحية الأرثوذكسية والتنغرية. تُسمى الصلاة الموازية في الأماكن المقدسة كيرميت ويضحوا بالأوز هناك.  يقع أحد أبرز الأضرحة في بلدة بيليارسك. يوجد بعض التشوفاشيون الذين يتبعون الإسلام ولديهم أيضًا العديد من الآثار لمعتقدات وطقوس ما قبل الإسلام.

## معرض صور

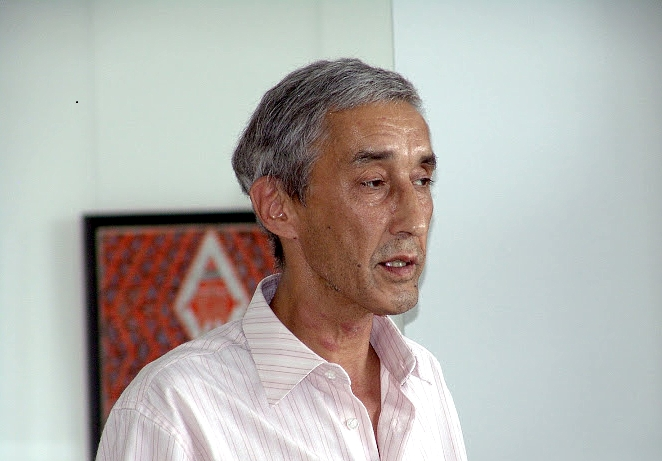
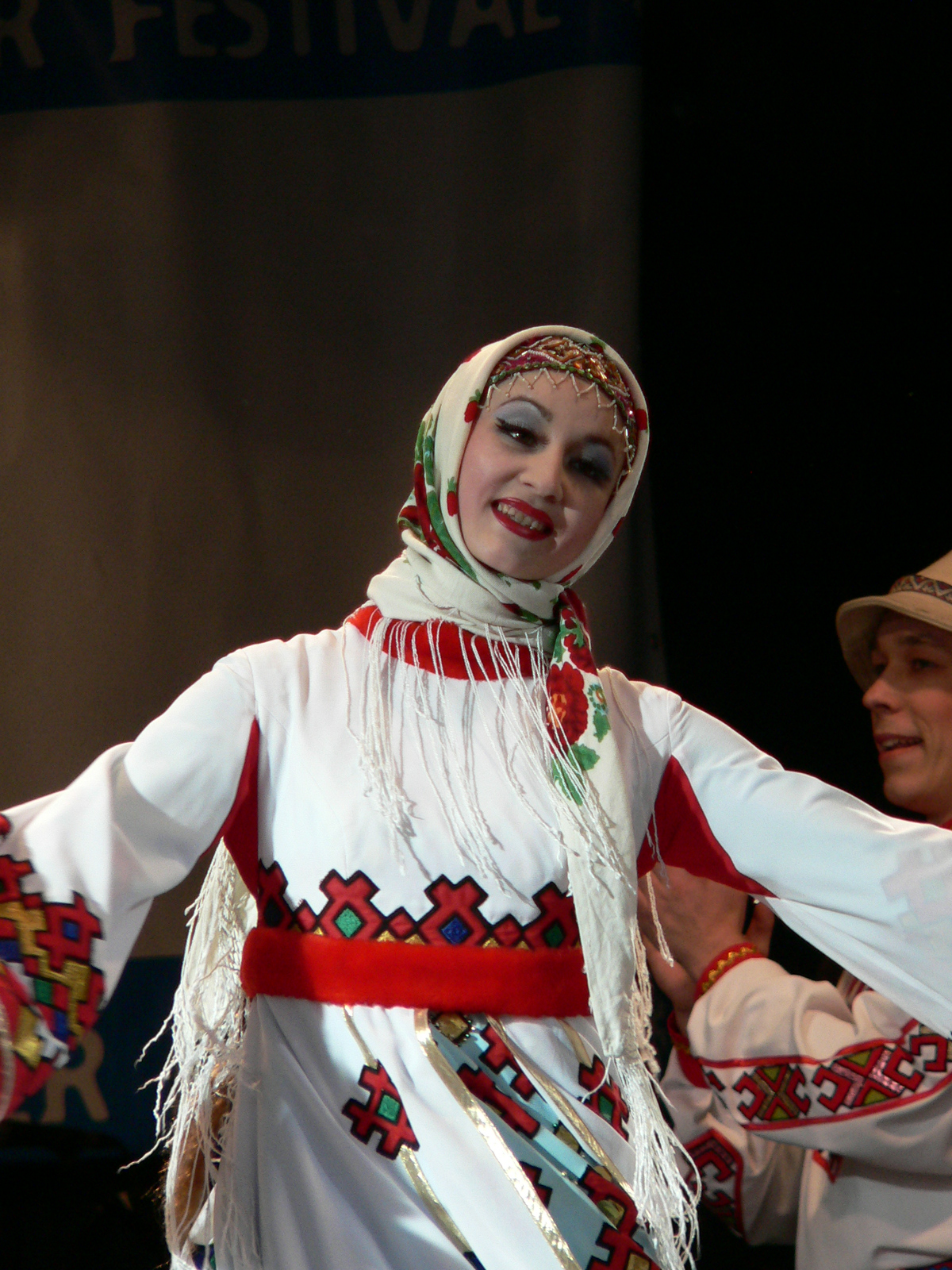